# Брендан Лейпсик
Брендан Лейпсик (англ. Brendan Leipsic, нар. 19 травня 1994, Вінніпег) — канадський хокеїст, крайній нападник клубу НХЛ «Вашингтон Кепіталс».

## Ігрова кар'єра
Хокейну кар'єру розпочав 2010 року в ЗХЛ виступами за команду «Портленд Вінтергокс». У сезоні 2012/13 став найкращим бомбардиром КХЛ.
2012 року був обраний на драфті НХЛ під 89-м загальним номером командою «Нашвілл Предаторс». 23 травня 2013 сторони уклали трирічний контракт. Але виступав за фарм-клуб «Мілвокі Едміралс». 15 лютого 2015 «хижаки» обміняли його на гравця «Торонто Мейпл-Ліфс» Оллі Йокінена.
Практично весь торонтовський період Брендан відіграв також за фарм-клуб «Торонто Марліс», тут він грав на позиції Джеремі Моріна, провівши лише шість матчів у складі «кленових».
21 червня 2017 на драфті розширення був обраний «Вегас Голден Найтс» з яким уклав дворічний контракт.
26 лютого 2018 Лейпсика потрапив під обмін між клубами, цього разу з «Ванкувер Канакс».
3 грудня 2018 перейшов до «Лос-Анджелес Кінгс».
1 липня 2019 уклав однорічний контракт з клубом НХЛ «Вашингтон Кепіталс».

## Статистика

### Клубні виступи
| Сезон        | Клуб                  | Ліга         | Регулярний сезон | Регулярний сезон | Регулярний сезон | Регулярний сезон | Регулярний сезон | Плей-оф | Плей-оф | Плей-оф | Плей-оф | Плей-оф |
| Сезон        | Клуб                  | Ліга         | І                | Г                | П                | О                | ШХ               | І       | Г       | П       | О       | ШХ      |
| ------------ | --------------------- | ------------ | ---------------- | ---------------- | ---------------- | ---------------- | ---------------- | ------- | ------- | ------- | ------- | ------- |
| 2010–11      | «Портленд Вінтергокс» | ЗХЛ          | 68               | 16               | 17               | 33               | 50               | 21      | 3       | 4       | 7       | 14      |
| 2011–12      | «Портленд Вінтергокс» | ЗХЛ          | 65               | 28               | 30               | 58               | 82               | 20      | 7       | 8       | 15      | 28      |
| 2012–13      | «Портленд Вінтергокс» | ЗХЛ          | 68               | 49               | 71               | 120              | 103              | 21      | 10      | 14      | 24      | 41      |
| 2013–14      | «Портленд Вінтергокс» | ЗХЛ          | 60               | 39               | 52               | 91               | 111              | 20      | 14      | 19      | 33      | 49      |
| 2014–15      | «Мілвокі Едміралс»    | АХЛ          | 47               | 7                | 29               | 36               | 16               | —       | —       | —       | —       | —       |
| 2014–15      | «Торонто Марліс»      | АХЛ          | 27               | 7                | 12               | 19               | 6                | 5       | 1       | 2       | 3       | 14      |
| 2015–16      | «Торонто Марліс»      | АХЛ          | 65               | 20               | 34               | 54               | 55               | 13      | 2       | 2       | 4       | 12      |
| 2015–16      | «Торонто Мейпл-Ліфс»  | НХЛ          | 6                | 1                | 2                | 3                | 2                | —       | —       | —       | —       | —       |
| 2016–17      | «Торонто Марліс»      | АХЛ          | 49               | 18               | 33               | 51               | 30               | 11      | 4       | 1       | 5       | 21      |
| 2017–18      | «Вегас Голден Найтс»  | НХЛ          | 44               | 2                | 11               | 13               | 4                | —       | —       | —       | —       | —       |
| 2017–18      | «Ванкувер Канакс»     | НХЛ          | 14               | 3                | 6                | 9                | 10               | —       | —       | —       | —       | —       |
| 2018–19      | «Ванкувер Канакс»     | НХЛ          | 17               | 2                | 3                | 5                | 2                | —       | —       | —       | —       | —       |
| 2018–19      | «Лос-Анджелес Кінгс»  | НХЛ          | 45               | 5                | 13               | 18               | 22               | —       | —       | —       | —       | —       |
| Усього в НХЛ | Усього в НХЛ          | Усього в НХЛ | 126              | 13               | 35               | 48               | 40               | —       | —       | —       | —       | —       |

### Збірна
| Рік              | Команда          | Турнір           | Місце            | І | Г | П | О | ШХ |
| ---------------- | ---------------- | ---------------- | ---------------- | - | - | - | - | -- |
| 2011             | Канада Захід     | WHC17            | 6-е              | 5 | 3 | 2 | 5 | 6  |
| Молодіжна збірна | Молодіжна збірна | Молодіжна збірна | Молодіжна збірна | 5 | 3 | 2 | 5 | 6  |